# Brita Jönsson
Brita Jacobson-Jönsson, född 11 april 1922 i Stockholm, död 18 juli 2011 S:t Hans församling, Lunds kommun, var en svensk målare och tecknare.
Hon var dotter till jur.kand. Albin Jacobson och hans maka Siri och från 1951 gift med Åke Jönsson. Jacobson studerade vid Otte Skölds målarskola i Stockholm 1943–1945 och vid Konsthögskolan 1945–1950 samt under studieresor till Frankrike och Italien. Hon medverkade i samlingsutställningar på Färg och Form, Gummesons konsthall och ett flertal gånger i Nationalmuseums utställning Unga tecknare. Bland hennes offentliga arbeten märks en fresk i Aspuddens folkskola. Hennes konst består av intima landskapsmålningar. Jacobson är representerad vid Moderna museet i Stockholm, Malmö museum, Helsingborgs museum och Kalmar konstmuseum. Makarna Jönsson är begravda på Kvistofta kyrkogård.